# Jean Donzier
 (septembre 2009).
Si vous disposez d'ouvrages ou d'articles de référence ou si vous connaissez des sites web de qualité traitant du thème abordé ici, merci de compléter l'article en donnant les références utiles à sa vérifiabilité et en les liant à la section « Notes et références ».
Jean Donzier, né le 9 août 1920 à Annecy (Haute-Savoie) et mort en 2001, est un fleuriste-décorateur et créateur floral français, l'un des principaux représentant de sa profession en France et dans le monde.

## Biographie
De 1956-2001, il est Président de la Fédération européenne des fleuristes.
En 1960, il est Président du comité centenaire du rattachement de la Savoie à la France.
De 1961-1979, il est Président de la foire d'Annecy.
De 1962-1978, il est Président de la Fédération nationale des fleuristes de France.
De 1975-1977, il est Président mondial d'Interflora, puis Président-directeur général d'Interflora-France et de la Banque française Interflora de 1989 à 1991.

## Décorations
- Officier de la Légion d'honneur (France)
- Commandeur de l'ordre national du Mérite (France)
- Chevalier des Palmes académiques (France)
- Chevalier de l'ordre du Mérite de la République italienne
- Chevalier de l'Ordre de la Couronne (Belgique)